# آنا دو نوآی
آنا دو نوآی (به فرانسوی: Anne de Brancovan - comtesse de Noailles) شاعر و رمان‌نویس فرانسوی در سدهٔ نوزدهم بود.
فرهنگستان فرانسه برای بزرگداشت نام این بانوی ادیب، از 1994 به این سو، هر ساله به برجسته‌ترین زن نویسنده سال، جایزه‌ای با عنوان  جایزه آنا دو نوآی اعطا می‌کند.